# Kontorist

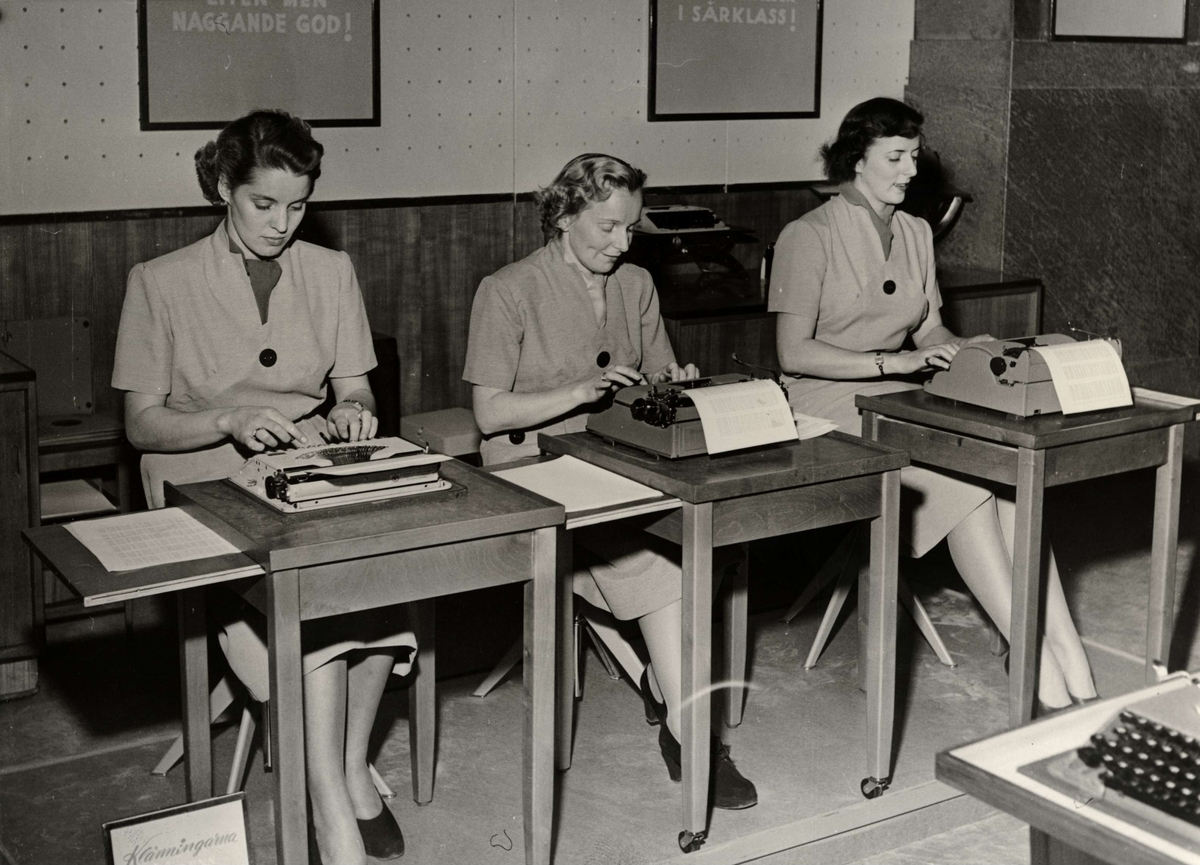
Modevisning av kontoristplagg på Nordiska Kompaniet i Stockholm, 1952.

Kontorist är en lägre befattningshavare på kontor. 
Kontoristernas (yrkesbeteckningen började användas i slutet av 1700-talet) arbetsuppgifter blev med tiden varierande. De hade inom företagen[när?] relativt hög status, och kunde utnyttjas av sina chefer även att utföra tjänster av mer personligt slag. De ansågs ofta mer som ägarfamiljernas tjänare än som lönearbetare och hade högre status än dessa. Motsättningar förekom mellan ”manschettarbetarna” och de ”riktiga” arbetarna. Deras anställningsvillkor var i allmänhet betydligt mer förmånliga än övriga anställdas. Som kontorister räknades till en början skrivare, bokhållare, kassörer och avlöningspersonal. Fram på 1900-talet tillkom skrivmaskinister, telefonister, receptionister med flera.
Yrket har genomgått en revolutionerande utveckling från gåspennor via de första räkne- och skrivmaskinerna till datorer. Det var länge – fram till en bit in på 1900-talet – ett utpräglat manligt arbete, även om undantag fanns (se Peggy Hård). Efter yrkets femininisering har dess status sjunkit, och yrkeskåren har inte lyckats följa med i arbetarnas löneutveckling.